# 밀양군·창녕군
밀양군·창녕군은 대한민국의 옛 국회의원 선거구이다. 당시 경상남도 밀양군, 창녕군 지역을 관할했다.

## 역사
제9대 국회의원 선거를 앞두고 밀양군 선거구와 창녕군 선거구가 통합되면서 신설되었다.
제13대 국회의원 선거를 앞두고 밀양군 선거구와 창녕군 선거구로 분리되면서 폐지되었다.

## 역대 국회의원
| 선거   | 정당 | 정당       | 1위 의원 | 정당 | 정당       | 2위 의원 |
| ------ | ---- | ---------- | -------- | ---- | ---------- | -------- |
| 1973년 |      | 신민당     | 박일     |      | 민주공화당 | 성낙현   |
| 1978년 |      | 신민당     | 박일     |      | 민주공화당 | 하대돈   |
| 1981년 |      | 민주정의당 | 신상식   |      | 무소속     | 노태극   |
| 1985년 |      | 민주정의당 | 신상식   |      | 민주한국당 | 박일     |

## 역대 선거 결과

### 대한민국 제9대 국회의원 선거
|  | 38.21% |

|  | 31.69% |

|  | 16.27% |

|  | 13.81% |

### 대한민국 제10대 국회의원 선거
|  | 26.74% |

|  | 22.32% |

|  | 19.83% |

|  | 14.73% |

|  | 9.60% |

|  | 4.42% |

|  | 2.33% |

### 대한민국 제11대 국회의원 선거
|  | 42.58% |

|  | 19.87% |

|  | 19.78% |

|  | 11.94% |

|  | 3.81% |

|  | 1.99% |

### 대한민국 제12대 국회의원 선거
|  | 42.50% |

|  | 25.98% |

|  | 13.28% |

|  | 10.97% |

|  | 7.25% |